# 清水吉政
清水 吉政（しみず よしまさ、生年未詳 - 天正3年10月23日（1575年11月25日））は、戦国時代の武将。北条氏家臣。通称・小太郎。右京亮とも名乗る。藤原姓を称した。伊豆清水氏の初代当主（実名は不明）の子で、同氏第2代当主清水綱吉（つなよし、下田城主清水康英の父）の弟。小太郎、右京亮。子に清水吉広がいる。
北条氏康の傅役であったとされ、幼少時は愚鈍といわれた氏康をよく補佐し、また自信を持たせるために数々の褒め言葉を呈した。享禄3年（1530年）氏康の初陣であった小沢原の戦いに従い、扇谷上杉朝興を破る。怪力の持ち主であったとの言い伝えもある。伊豆国河津南禅寺分を領し、周辺の主家直轄地の代官でもあった。

## 登場する作品
- 風林火山（2007年、NHK大河ドラマ、演：横内正）